# Санталоцветные
Санталоцве́тные (лат. Santalales) — по современной классификации APG IV порядок цветковых растений, насчитывающий 7 семейств, 181 род и 2 513 ботанических вида. Порядок включается в дочернюю кладу Суперастериды, последовательно входящую в более крупные клады Эвдикоты и Цветковые растения.
Большая часть представителей порядка — паразитические или полупаразитические растения.

## Классификация
В системе классификации Кронквиста в порядок включены следующие семейства:
- Balanophoraceae — Баланофоровые
- Dipentodontaceae — Дипентодонтовые
- Eremolepidaceae — Эремолеписовые
- Loranthaceae — Ремнецветниковые
- Medusandraceae — Медузандровые
- Misodendraceae — Мизодендровые
- Olacaceae — Олаксовые
- Opiliaceae — Опилиевые
- Santalaceae — Санталовые
- Viscaceae — Омеловые

В современной системе APG IV (2016) в порядок включено 7 семейств:
1. Balanophoraceae Rich. — Баланофоровые - 16 родов, 53 вида
2. Loranthaceae Juss. — Лорантовые - 79 родов, 1 084 видов
3. Misodendraceae J.Agardh — Мизодендровые, монотипное с 1 родом Мизодендрум и 8 видами
4. Olacaceae R.Br. — Олаксовые - 28 родов, 183 вида
5. Opiliaceae Valeton — Опилиевые - 10 родов, 33 вида
6. Santalaceae R.Br. — Санталовые - 44 вида, 1 115 видов
7. Schoepfiaceae Blume - 3 рода, 37 видов

### Таксономическое положение[1]
- Santalales R. Br. ex Bercht. & J. Presl, 1820, Prir. Rostlin 234

Порядок Санталоцветные включается в дочернюю кладу Суперастериды, последовательно входящую в более крупные клады Эвдикоты -> Цветковые растения. Кладограмма в соответствии с Системой APG IV:
|  |                          |  |                                   | порядок Санталоцветные |  | 7 семейств |  | 181 род |  | 2 513 видов |
|  |                          |  |                                   | порядок Санталоцветные |  | 7 семейств |  | 181 род |  | 2 513 видов |
|  | клада Цветковые растения |  |                                   |                        |  |            |  |         |  |             |
|  |                          |  |                                   |                        |  |            |  |         |  |             |
|  |                          |  | ещё 63 порядка цветковых растений |                        |  |            |  |         |  |             |
|  |                          |  |                                   |                        |  |            |  |         |  |             |